# Powszechny Bank Kredytowy
Powszechny Bank Kredytowy S.A. (dawny Państwowy Bank Kredytowy) – bank komercyjny z siedzibą w Warszawie, założony w 1988 a działający od 1989 roku do 2001, kiedy połączył się z Bankiem BPH. Członek austriackiej grupy kapitałowej Bank Austria Creditanstalt.

## Historia
Bank powstał w 1988 poprzez wydzielenie ze struktur Narodowego Banku Polskiego jako Państwowy Bank Kredytowy. Był to jeden z banków tzw. „dziewiątki” banków komercyjnych powstałych z części struktury banku centralnego. Bank skupiał swoją działalność na bankowości detalicznej, segmencie klientów średniozamożnych i zamożnych. Pierwszym prezesem banku została Ewa Kawecka-Włodarczak.
W 1995 rozpoczął się proces prywatyzacji poprzez przydział akcji pracownikom banku oraz nabycie 13% akcji przez austriacki bank Creditanstalt. Bank przeprowadził również sanację Górnośląskiego Banku Gospodarczego.
W 1997 bank przejął zrestrukturyzowany Bank Morski.
W 1998 bank przejął działalność bankową restrukturyzowanego Pierwszego Komercyjnego Banku w Lublinie. Nastąpiło także zwiększenie udziału austriackiego inwestora w akcjonariacie banku do 33%, a w 2000 do 57%. W tym samym roku wchłonął Bank Austria Creditanstalt Poland S.A. (BA/CA-PL), którego właścicielem był BA-CA.
Z uwagi na fuzję Bank Austria Creditanstalt z HypoVereinsbank AG, będących właścicielami PBK i BPH, bank połączył się z Bankiem BPH i wspólnie utworzyły Bank Przemysłowo-Handlowy PBK. Powstał wówczas trzeci pod względem aktywów bank w Polsce.